# Saut à la perche masculin à la Ligue de diamant 2012
Navigation
2011
Le concours du saut à la perche masculin de la Ligue de diamant 2012 se déroule du 19 mai au 30 août 2012. La compétition fait successivement étape à Shanghai, Rome, Oslo, Paris, Londres, Lausanne et Zurich.

## Calendrier
| Date               | Meeting           | Ville    | Pays        |
| ------------------ | ----------------- | -------- | ----------- |
| 19 mai 2012        | Golden Grand Prix | Shanghai | Chine       |
| 31 mai 2012        | Golden Gala       | Rome     | Italie      |
| 7 juin 2012        | Bislett Games     | Oslo     | Norvège     |
| 6 juillet 2012     | Meeting Areva     | Paris    | France      |
| 13-14 juillet 2012 | London Grand Prix | Londres  | Royaume-Uni |
| 23 août 2012       | Athletissima      | Lausanne | Suisse      |
| 30 août 2012       | Weltklasse        | Zurich   | Suisse      |

## Résultats
| Date | Meeting  | 1er                       | 1er   | 2e                            | 2e    | 3e                               | 3e    |
| --- | -------- | ------------------------- | ----- | ----------------------------- | ----- | -------------------------------- | ----- |
| 19 mai 2012 | Shanghai | Yang Yansheng 5,65 m (SB) | 4 pts | Björn Otto 5,65 m             | 2 pts | Malte Mohr 5,55 m                | 1 pt  |
| 31 mai 2012 | Rome     | Renaud Lavillenie 5,82 m  | 4 pts | Romain Mesnil 5,72 m (SB)     | 2 pts | Malte Mohr 5,72 m (SB)           | 1 pt  |
| 7 juin 2012 | Oslo     | Renaud Lavillenie 5,82 m  | 4 pts | Malte Mohr 5,62 m             | 2 pts | Łukasz Michalski 5,52 m          | 1 pt  |
| 6 juillet 2012 | Paris    | Renaud Lavillenie 5,77 m  | 4 pts | Konstadínos Filippídis 5,62 m | 2 pts | Björn Otto 5,62 m                | 1 pt  |
| 13-14 juillet 2012 | Londres  | Björn Otto 5,74 m         | 4 pts | Romain Mesnil 5,66 m          | 2 pts | Raphael Holzdeppe 5,66 m         | 1 pt  |
| 23 août 2012 | Lausanne | Renaud Lavillenie 5,80 m  | 4 pts | Malte Mohr 5,80 m             | 2 pts | Steven Lewis 5,80 m              | 1 pt  |
| 30 août 2012 | Zurich   | Renaud Lavillenie 5,70 m  | 8 pts | Björn Otto 5,55 m             | 4 pts | Jan Kudlička Steven Lewis 5,55 m | 2 pts |
| Records et Performances - AR : Record continental (area record) - CR : Record des championnats (championship record) - MR : Record du meeting (meet record) - NR : Record national (national record) - OR : Record olympique (olympic record) - PR : Record paralympique (paralympic record) - PB : Record personnel (personal best) - SB : Meilleure performance personnelle de la saison (season's best) - WL : Meilleure performance mondiale de l'année (world leader) - WJR : Record du monde junior (world junior record) - WR : Record du monde (world record) Circonstances et Conditions - DNF : N'a pas terminé (did not finish) - DNS : N'a pas pris le départ (did not start) - DQ : Disqualification (disqualification) - NM : Aucun essai valable enregistré (No Mark) - Q : Qualifié « directement » au prochain tour (ou à la prochaine compétition), lors d'une compétition majeure, grâce au classement ou à la réalisation des minima (automatic qualifier) - q : Qualifié au prochain tour (ou à la prochaine compétition), lors d'une compétition majeure, grâce au repêchage ou à la réalisation de l'une des meilleures performances parmi celles des « non qualifiés directement » (grâce au meilleur temps ou à la meilleure distance par exemple) (secondary qualifier) |          |                           |       |                               |       |                                  |       |

## Classement général
- Classement définitif[1]:

| Rang | Athlète           | Points |
| ---- | ----------------- | ------ |
| 1    | Renaud Lavillenie | 24     |
| 2    | Björn Otto        | 11     |
| 3    | Malte Mohr        | 6      |
| 4    | Romain Mesnil     | 4      |
| 5    | Steven Lewis      | 3      |
| 6    | Jan Kudlička      | 2      |

Renaud Lavillenie a remporté la Ligue de diamant 2012 dès le meeting de Lausanne où il s'est imposé pour la quatrième fois en 2012.